# Jesper Nordin
Jesper Nordin, född 6 juli 1971 i Stockholm, är en svensk tonsättare. Son till skådespelaren Bibi Nordin och konstnären Batte Sahlin, sonson till Peter Sahlin och brorson till skådespelaren Urban Sahlin. Hans orkesterverk har framförts och radiosänts runt om i världen av orkestrar som BBC Scottish Symphony Orchestra, Basel Symphony Orchestra, Sveriges Radios symfoniorkester, Finlands Radios symfoniorkester, Trondheim Symfoniorkester med flera.
Nordins orkestermusik har framförts vid stora internationella festivaler som ISCM samt erhållit flera utmärkelser. Han valdes in som medlem i Föreningen svenska tonsättare 2002. Saxofonkonserten Sleep Now in the Fire belönades av Kungliga Musikaliska Akademien med det lilla Christ Johnson-priset och 2005 blev hans Dubbelkonsert för violin, cello och orkester utnämnd till Rekommenderat verk vid Unescos Rostrum (de internationella radiostationernas årliga kompositionstävling).
Vid sidan om hans orkestermusik spelas hans kammarmusik regelbundet av några av världens främsta ensembler för nutida musik – ASKO-ensemblen i Holland, Ensemble Itineraire och Ensemble Orchestra Contemporain i Frankrike, San Francisco Contemporary Music Players och många andra.
Nordin har dessutom skrivit ett antal soloverk. Dessa har blivit framförda av solister som Anna Petrini (blockflöjt) och Mårten Josjö (gitarr).
Under 2004–06 var Nordin Sveriges Radio P2:s composer in residence och efter det gav SR Records ut porträtt-cd:n Residues.
Från och med 2008 förläggs han av Edition Peters som del av deras stora satsning "Die Neue Generation"
Sedan 2014 är Jesper Nordin ledamot i Musikverkets konstnärliga råd.

## Priser och utmärkelser
- 2004 – Mindre Christ Johnson-priset för Sleep Now in the Fire
- 2010 – Stora Christ Johnson-priset för Residues

## Verkförteckning

### Orkestermusik
- 1996 – Concerto for Strings för stråkkvartett och stråkorkester
- 1997 – Scongiuro revocato
- 1999 – And after This Our Exile
- 2001 – Sleep Now in the Fire för altsax och orkester
- 2003 – Dubbelkonsert för violin, cello och orkester
- 2005 – Arv
- 2006 – Moirai för slagverk och orkester
- 2006 – Residues (ny version 2012)
- 2008 – Arches för blockflöjt och orkester
- 2011 – Vicinities för fagott och orkester
- 2012 – Frames in Transit för violin, slagverk, elektronik och orkester
- 2013 – Sappho’s Legacy för tre ensembler och tolv körer
- 2013 – Åkallan
- 2014 – Ärr
- 2015 – Öde
- 2016 – 1:st Retrospective för orkester och elektronik
- 2017 – Emerge för klarinett, orkester och gestrument

### Ensemblemusik
- 1995 – And Voices Are för saxofonkvartett
- 1998 – Kull för ensemble (klarinett, fagott, trumpet, trombon, slagverk, violin, kontrabas) eller för trio (altsax, ackordion och kontrabas)
- 2000 – Klotho för marimba, cello och slagverkskvartett
- 2001 – the aisle för klarinett och stråkkvartett
- 2007 – Undercurrents för cello, ensemble och elektronik
- 2007 – Archvie:Lights för klarinett, barytonsax, trumpet, cello, slagverk och piano
- 2008 – Surfaces Scintillantes för flöjt, klarinett, piano, violin, viola, cello och kontrabas
- 2009 – In the midst of Trespassing för violin, slagverk och elektronik
- 2009 – Pendants för kammarensemble (flöjt, klarinett, slagverk, piano, 2 violiner, viola, cello, kontrabas, live electronics och live video
- 2009 – Kinship för blåsarkvintett, stråkkvintett och piano
- 2010 – Aftermath för saxofonkvartett och elektronik
- 2010 – In the Midst of Trespassing No. 2 för violin, piano, slagverk och elektronik
- 2011 – Circe för slagverk och ensemble
- 2012 – Diffusing Grains för slagverkskvintett
- 2015 – Sculpting the Air

### Kammarmusik
- 1995 – Lowland för gitarr
- 1995 – Departing Water för flöjt och piano
- 1997 – Tre färder för oboe eller gutarr
- 1997 – Gammeldansen för violin eller cello
- 1997 – Ma-xia för viola
- 1998 – Violinsonat
- 1998 – Kodoku na Odori för marimba
- 2002 – inevitabilini för blockflöjt
- 2003 – Dreams from the Fire för saxofon
- 2003 – Frozen still för piano
- 2007 – Gido för violin (och dans)
- 2016 – Visual Exformation för stråkkvartett, elektronik och interaktiv ljusskulptur

### Vokalmusik
- 1997 – Mörkret som ger glädjen djup för blandad kör
- 1999 – Så länge man kan säga idag för blandad kör och orgel
- 1999 – Ash-Wednesday IV för sopran och tidiga instrument
- 2001 – just a quiet peaceful dance för blåsarensemble och två sångare
- 2001 – Et cantabant quasi canticum novum för blandad kör
- 2002 – Arnaía för blandad kör
- 2005 – Invisible Mantra för blandad kör
- 2009 – Lamento d’Arianna för blandad kör

### Elektroakustisk musik
- 2000 – calm like a bomb för violin och elektronik
- 2002 – the sound of inevitability för cello, basblockflöjt och elektronik
- 2003 – Inevitability
- 2003 – Vintage för slagverk och live electronics
- 2004 – Cri du berger för cello och live electronics
- 2005 – Ingen får tro att allt är någons fel, radiophonic piece
- 2006 – The Dangers of Trespassing
- 2008 – Low Impact för blockflöjt, slagverk och elektronik
- 2008 – Close Encounter
- 2009 – El pajaro con la quijada de burro för violin, viola och elektronik eller 2 altsaxofoner och elektronik
- 2009 – In the Midst of Trespassing för violin, slagverk och elektronik

## Diskografi (urval)
- 2006 – Residues (SR records SRCD 2031, 2032)
- 2009 – Transitory Frames (C-Y Contemporary CY0902)